# Ибисы
И́бисы (Threskiornithinae) — подсемейство ибисовых отряда пеликанообразных. Это, как правило, водные птицы с длинными изогнутыми клювами.

## Внешний вид
Ибисы достигают величины от 50 до 110 см. Их отличает длинный, тонкий и изогнутый клюв, с помощью которого они могут обыскивать илистую землю или дно. Обитателям более сухой среды он позволяет искать пищу в расщелинах камней. Широкие крылья обеспечивают быстрый и сильный полёт.

## Распространение
Ибисы населяют тропические, субтропические и умеренно-тёплые широты. Их типичной средой обитания являются берега озёр или медленных рек в открытых местностях или густых тропических лесах. Некоторые виды живут также в степях и саваннах. Сохранившиеся популяции лесного ибиса живут даже в каменистых полупустынях. Зависимость от водоёмов у этого вида выражена меньше всего.

## Питание
Многие виды питаются водными насекомыми и их личинками, а также небольшими ракообразными, моллюсками, изредка небольшой рыбой и земноводными. Те немногие виды, которые живут вдали от воды в более сухих местностях, питаются саранчой, жуками, пауками и улитками, иногда ящерицами, змеями и мышами. Все ибисы пользуются своим длинным клювом для того, чтобы копаться в земле или в иле.

## Ибисы и человек

### История
Ибисы играли важную роль в культуре древних египтян, которые изображали бога Тота с головой ибиса. Причиной этому мог послужить ежегодный массовый прилёт ибисов к разливу Нила в Египет. Известны настенные изображения ибисов, встречались даже мумифицированные ибисы в могилах. Тем не менее, современное название вида священный ибис (Threskiornis aethiopicus) может быть ложным, так как нет сведений, что египтяне почитали именно его. Вероятнее, что почитаемой птицей был лесной ибис (Geronticus eremita), обитавший в древности в Египте и вытесненный священным ибисом значительно позже.
Лесной ибис до XVI века встречался и в горных регионах Европы, в том числе в Альпах. Исчезновение этого единственного европейского вида ибисов было связано скорее всего с охотой, разрушением среды обитания и охлаждением климата.
Ибисы, и вероятно, снова лесные ибисы, упомянуты в библейской истории о Ноевом ковчеге. По преданию, именно ибис по окончании потопа привёл Ноя от подножия горы Арарат к верхнему Евфрату, где тот поселился со своей семьёй. По этой причине ибисам в этом регионе Биреджик посвящён ежегодный праздник.

### Угрозы и охрана
Некогда широко распространённый лесной ибис в наши дни находится под угрозой исчезновения. Помимо крохотной популяции в Биреджике и некоторым другим парам этих птиц в Сирии, он встречается только в Марокко. Там его численность благодаря интенсивным охранным мерам вновь возросла, однако МСОП всё ещё относит его к угрожаемым видам. Также ибисы в большом количестве обитают в восточной части Австралии, много их встречается в штате Квинсланд.

## Классификация
К подсемейству ибисы относятся 12 родов и 30 видов, один из которых вымер:
- Подсемейство ибисы (Threskiornithinae)
  - Черношейные ибисы (Threskiornis)
    - Священный ибис (Threskiornis aethiopicus)
    - Мадагаскарский ибис (Threskiornis bernieri)
    - Threskiornis solitarius †
    - Черноголовый ибис (Threskiornis melanocephalus)
    - Молуккский ибис (Threskiornis molucca)
    - Австралийский ибис (Threskiornis spinicollis)

  - Pseudibis
    - Бородавчатый ибис (Pseudibis papillosa)
    - Ибис Дэвисона (Pseudibis davisoni)
    - Гигантский ибис (Pseudibis gigantea)

  - Лысые ибисы (Geronticus)
    - Лесной ибис (Geronticus eremita)
    - Лысый ибис (Geronticus calvus)

  - Красноногие ибисы (Nipponia)
    - Красноногий ибис (Nipponia nippon)

  - Оливковые ибисы (Bostrychia)
    - Зелёный ибис (Bostrychia olivacea)
    - Малый оливковый ибис (Bostrychia bocagei)
    - Пятнистогрудый ибис (Bostrychia rara)
    - Хагедаш (Bostrychia hagedash), великолепный ибис
    - Украшенный ибис (Bostrychia carunculata)

  - Белошейные ибисы (Theristicus)
    - Свинцовый ибис (Theristicus caerulescens)
    - Белошейный ибис (Theristicus caudatus)
    - Чернолицый ибис (Theristicus melanopis)
    - Андский ибис (Theristicus branickii)[3] = Theristicus melanopis

  - Острохвостые ибисы (Cercibis)
    - Острохвостый ибис (Cercibis oxycerca)

  - Кайеннские ибисы (Mesembrinibis)
    - Кайеннский ибис (Mesembrinibis cayennensis)

  - Гололицые ибисы (Phimosus)
    - Гололицый ибис (Phimosus infuscatus)

  - Алые ибисы (Eudocimus)
    - Белый ибис (Eudocimus albus)
    - Красный ибис (Eudocimus ruber)

  - Каравайки (Plegadis)
    - Каравайка (Plegadis falcinellus)
    - Очковая каравайка (Plegadis chihi)
    - Тонкоклювая каравайка (Plegadis ridgwayi)

  - Чубатые ибисы (Lophotibis)
    - Чубатый ибис (Lophotibis cristata)

## Вымершие виды
Xenicibis xympithecus — нелетающая птица, обитавшая на Ямайке и вымершая около 10 тыс. лет назад. Были полностью истреблены человеком.